# ترشه
ترشه گیاهی بومی است که در کوهستانهای مناطق خشک می‌روید. ترشه در کل دو نوع دارد: الف) نوع عادی که در کوهستان می‌روید. ب) نوع خاکی که در خاک می‌روید و به ترشه لامره معروف است. (بسیار کم است)

## روییدن
این گیاه پس از بارش‌های زمستانی شروع به روییدن می‌کند و در اواخر زمستان، تعداد آنها به حداکثر می‌رسد. در اوایل بهار ترشه گل دار می‌شود و برگ‌های سبز و خوراکی آن شروع به زرد شدن می‌کند. به این ترتیب دانه‌های موجود در گل توسط باد، آب و دیگر عوامل به لا به لای ریگ‌ها می‌رود تا سال بعد دوباره رشد کند.
ترشه، گیاهی بسیار خوشمزه و همان‌طور که از اسمش پیداست ترش مزه‌است.

## نکته مهم
گاهی اوقات پیچک‌هایی به دور آنها می‌پیچند که سبب سمی شدن ترشه می‌شود و خوردن آن سبب مسمومیت می‌شود.

## نگاره

تـُرُشُـه